# Hugo IV de Antoing
Hugo IV de Antoing (? – 1312) foi Senhor medieval de Antoing, actual cidade e município da Bélgica localizado no distrito de Tournai, província de Hainaut, região da Valônia.

## Relações familiares
Foi filho de Hugues de Antoing e de Sibylle de Wavrin filha de Robert de Wavrin e de Eustachie de Châtillon. Casou por duas vezes, a primeira com Elisabeth de Grimberghe, de quem teve:
1. Gérard de Antoing casado com Matilde de Leefdael.

O segundo casamento foi com Maria de Enghien, castelã de Gand, de quem teve:
1. Isabel de Antoing (1325 – 6 de dezembro de 1354)), Senhora de Epinoy casada por três vezes, a primeira com Afonso de La Cerda (França, 1289 - Gentilly, França, 15 de abril de 1327), Senhor de Lunel, a segunda com Henrique de Louvain e a terceira com Jean de de Melun, visconde de Melun.